# Pesquisa inédita
A pesquisa inédita ou original é a pesquisa que não é baseada exclusivamente em um resumo, em uma revisão ou em uma síntese de publicações anteriores no assunto da pesquisa. O termo é usado geralmente descrever as publicações escritas pelos pesquisadores envolvidos nos projetos reais, assim sendo, estes trabalhos são escritos primariamente para uma audiência específica da pesquisa.
A finalidade deste tipo de pesquisa é produzir o conhecimento novo, em vez de apresentar o conhecimento existente em um novo formato. O limite entre a pesquisa e a compilação originais pode não ficar claro ou ser distorcido. Por exemplo, uma classificação pode não ser original, ao simplesmente colocar as coisas numa nova forma de organização. 

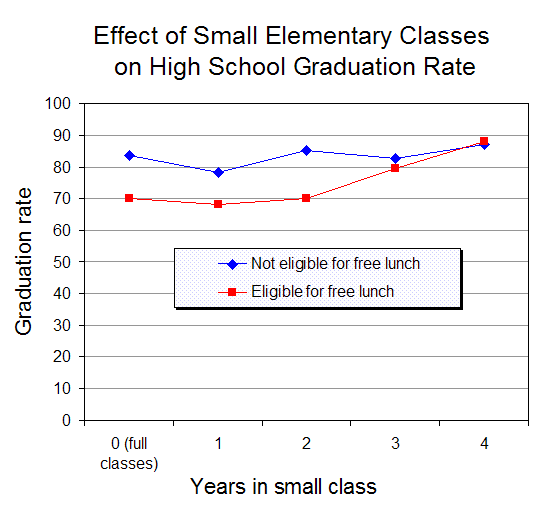
Gráfico demonstrativo dos resultados de uma pesquisa inédita, publicado em jornal acadêmico

A pesquisa original pode tomar diversas formas, dependendo da disciplina a que pertence. O trabalho experimental comumente envolve a observação direta ou indireta do assunto pesquisado, seja em laboratório ou em campo, documenta a metodologia, os resultados, e as conclusões de uma experiência ou de um conjunto de experiências, ou oferece uma nova interpretação dos resultados precedentes. No trabalho analítico, normalmente são produzidos novos resultados ou uma maneira nova de abordar um problema existente. Em alguns assuntos que normalmente não realizam a experimentação ou este tipo de análise, o grau de origilalidade está na maneira particular que a compreensão existente é transformada ou reinterpretada baseada no resultado do trabalho do pesquisador. O grau de originalidade da pesquisa está entre os principais critérios para que os artigos sejam publicados em jornais acadêmicos estabelecidos e geralmente por meio da revisão colaborativa entre pesquisadores.
Um artigo é considerado uma pesquisa original ou inédita quando o autor (ou os autores) de um estudo ou de uma experiência descreve sua hipótese e a finalidade do estudo, detalha seus métodos de pesquisa, relata os resultados, os interpreta e discute possíveis implicações dos mesmos.